# Jaap Spijkers
Jaap Spijkers (Tilburg, 11 febbraio 1958) è un attore e regista teatrale olandese.

## Filmografia

### Cinema
- Kracht - regia di Frouke Fokkema (1990)
- 1000 Rosen - regia di Theu Boermans (1994)
- De Tasjesdief - regia di Maria Peters (1995)
- Il vestito (De jurk)  - regia di Alex van Warmerdam (1996)
- Advocaat van de hanen - regia di Pierre Bokma e Margo Dames (1996)
- De nieuwe moeder - regia di Paula van der Oest (1996)
- Character - Bastardo eccellente (Karakter) - regia di Mike van Diem (1997)
- La sposa polacca (De Poolse bruid) - regia di Karim Traïdia (1998)
- Kruimeltje - regia di Maria Peters (1999)
- Zus & Zo - regia di Paula van der Oest (2001)
- Met grote blijdschap - regia di Lodewijk Crijns (2001)
- Twin Sisters (De tweeling) - regia di  Ben Sombogaart (2002)
- Grimm - regia di Alex van Warmerdam (2003)
- Cloaca - regia di Willem van de Sande Bakhuyzen (2003)
- Bluebird - regia di Mijke de Jong (2004)
- Stille Nacht - regia di Ineke Houtman (2004)
- Nachtrit - regia di Dana Nechushtan (2006)
- Ober - regia di Alex van Warmerdam (2006)
- Ik omhels je met 1000 armen - regia di Willem van de Sande Bakhuyzen (2006)
- Eilandgasten - regia di Karim Traïdia (2006)
- Bride Flight - regia di Ben Sombogaart (2008)
- Taartman - regia di Annemarie van de Mond (2009)
- Terug naar de kust - regia di Will Koopman (2009)
- Limo - regia di Guy Goosens (2009)
- New Kids Turbo - regia di Steffen Haars e Flip van der Kuil (2010)
- Sint (Saint) - regia di Dick Maas (2010)
- Frits & Freddy - regia di Guy Goossens (2010)
- De gelukkige huisvrouw - regia di Annette Beumer (2010)
- Sonny Boy - regia di Maria Peters (2011)
- Jackie - regia di Antoinette Beumer (2012)
- Daglicht - regia di Diederik van Rooijen (2013)
- Bankier van het verzet - regia di Joram Lürsen (2018)

### Serie TV
- De Partizanen - serie TV (1994)
- Zwarte Sneeuw - serie TV (1996)
- Leven en dood van Quidam Quidam - serie TV (1999)
- De aanklacht - serie TV (2000)
- Baantjer - serie TV (2005)
- Keyzer & De Boer Advocaten - serie TV (2007-2008)
- Wijster - serie TV (2008)
- De Punt - serie TV (2009)
- In therapie - serie TV (2011)
- Smeris - serie TV (2015)
- Hollands Hoop - serie TV (2017)
- Ik weet wie je bent - serie TV (2018)
- Het jaar van Fortuyn - serie TV (2022)
- Oogappels - serie TV (2022)
- Máxima - serie TV (2024)